# Ben Hodgkinson
Ben Hodgkinson (1976) é um engenheiro britânico que atualmente ocupa o cargo de chefe da Red Bull Powertrains.

## Carreira
Hodgkinson se formou em engenharia mecânica na University College London em 1998. Em 2001, ele ingressou na divisão de motores de Fórmula 1 da Mercedes, a Mercedes AMG High Performance Powertrains, onde trabalhou em várias funções na sede da montadora em Brixworth até se tornar o chefe de engenharia mecânica da divisão em 2017.
Em 23 de abril de 2021, foi anunciado que Hodgkinson havia sido contratado para o cargo de diretor técnico da recém-criada Red Bull Powertrains. No entanto, como o contrato de Hodgkinson com a Mercedes ainda estava em vigor, ele só pode assumir sua nova função na Red Bull Powertrains em 24 de maio de 2022, após a Red Bull alcançar um acordo com a montadora alemã. Após a saída de Christian Horner da Red Bull em julho de 2025, Hodgkinson assumiu o comando da Red Bull Powertrains.